# Chapmans torg
Chapmans torg är ett torg vid Karl Johansgatan i Majorna i Göteborg. Torget fick sitt namn 1939, efter den legendariska sjökaptenen Charles (Carl) Chapman som var verksam i Majorna på 1700-talet.

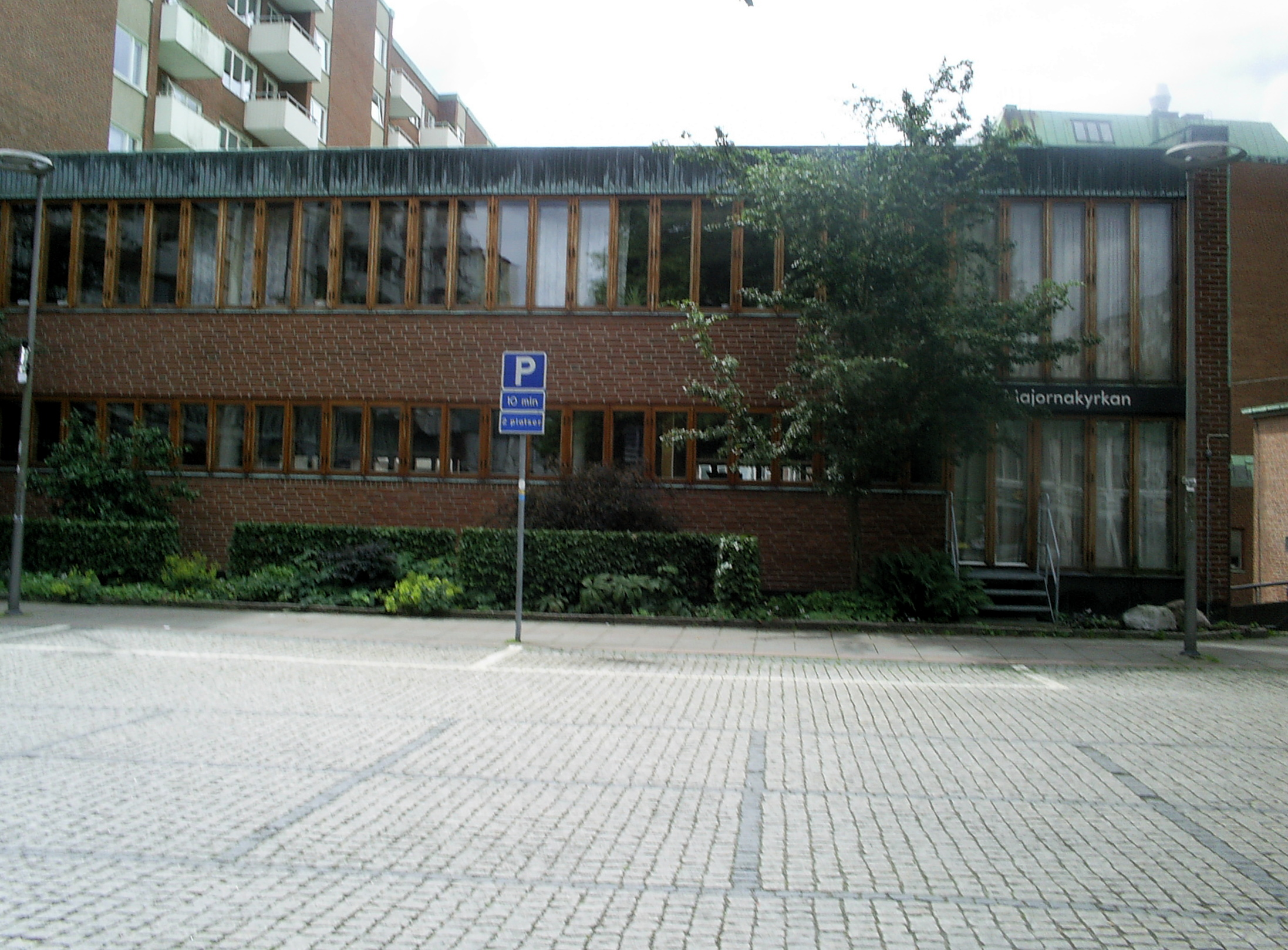
Majornakyrkan.

Chapmans torg är omgivet av en blandning av bostadshus och affärer. Vid torget ligger bland annat Majornas bibliotek, Teater Sesam (grundat 1987, vid Chapmans torg sedan 1991), Majornakyrkan, Gothenburg English Studio Theatre och en livsmedelsaffär.